# Risoul
 Risoul  es una comuna y población de Francia, en la región de Provenza-Alpes-Costa Azul, departamento de Altos Alpes, en el distrito de Briançon y cantón de Guillestre.
Está integrada en la Communauté de communes du Guillestrois .

## Demografía
| 287 | 289 | 317 | 447 | 526 | 622 |
| Para los censos de 1962 a 1999 la población legal corresponde a la población sin duplicidades (Fuente: INSEE [Consultar]) |     |     |     |     |     |